# Parc du mont de la tour d'incendie
Palotorninvuorenpuisto (en français : parc du mont de la tour d'incendie) est un parc de la ville de Kotka en Finlande.

## Description
Le parc est situé dans le quartier de Kotkansaari au centre de Kotka.
Le parc du mont de la tour d'incendie tient son nom de la tour d'incendie construite a cet endroit en 1895.
La tour sera détruite dans un incendie en 1911.
L'aspect actuel du parc résulte des travaux de rénovation et d'aménagement réalisés en 2005-2006.

## Galerie

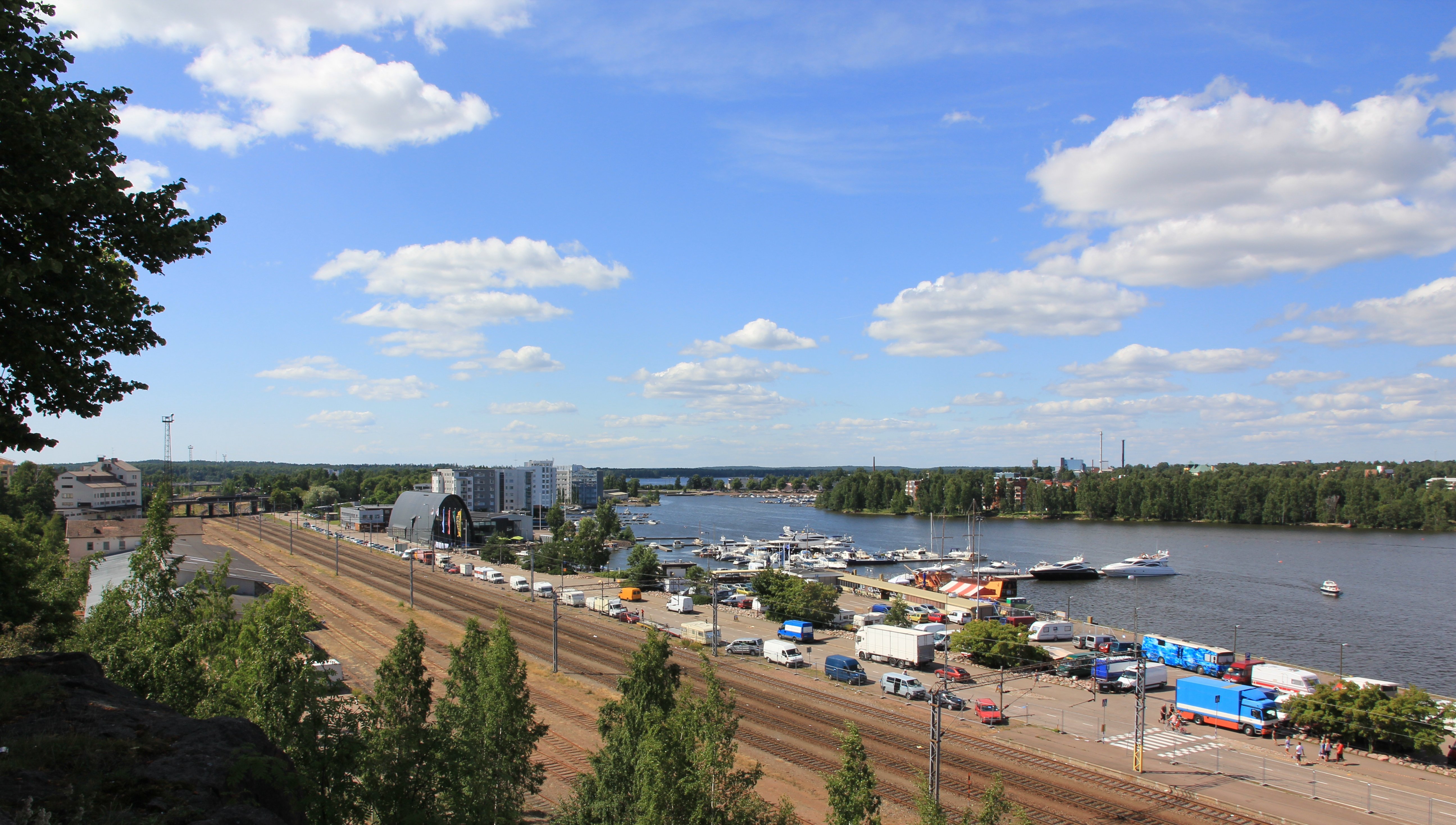
Kotka vu du parc.
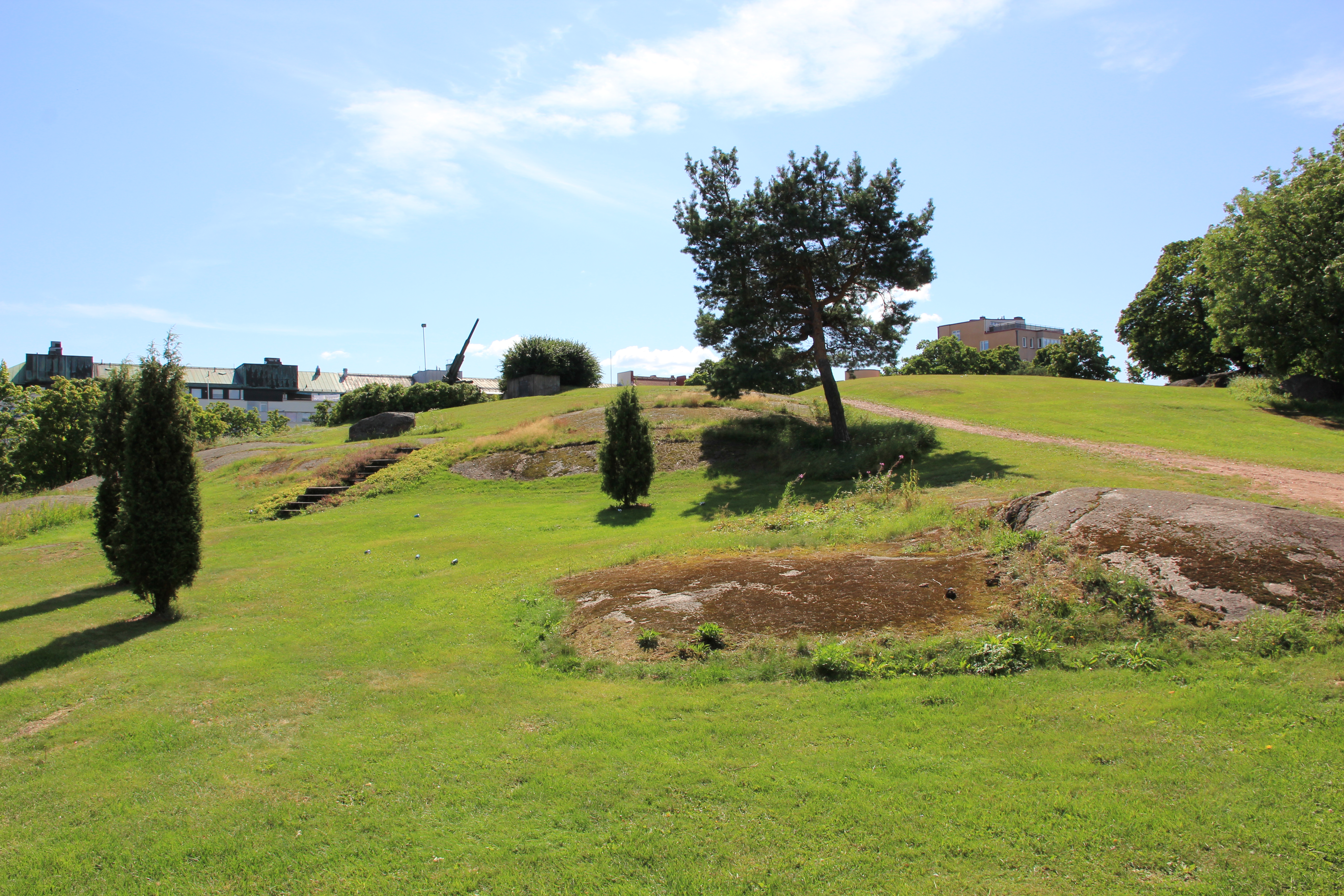
Mémorial à la défense antiaérienne.
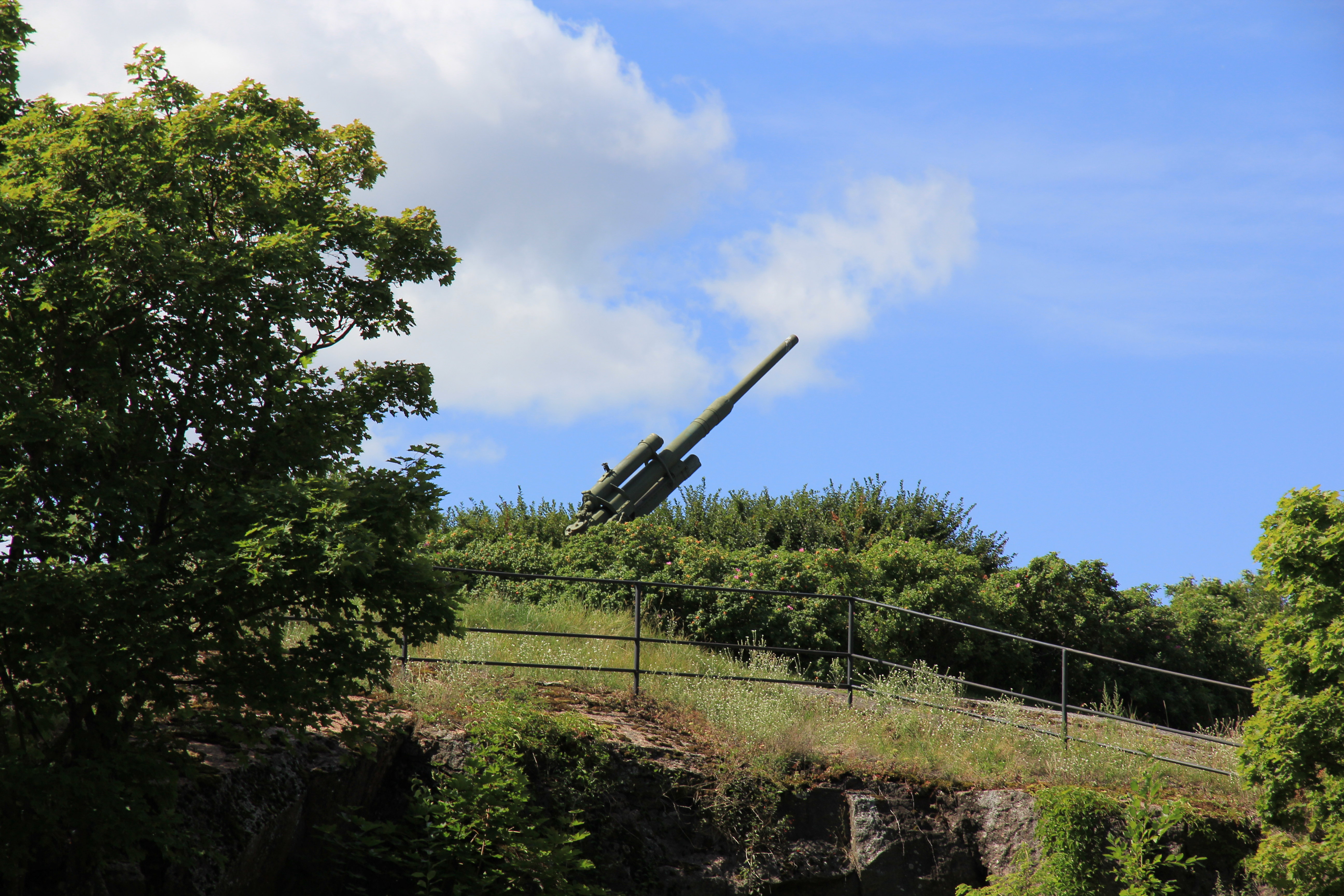
Mémorial à la défense antiaérienne.

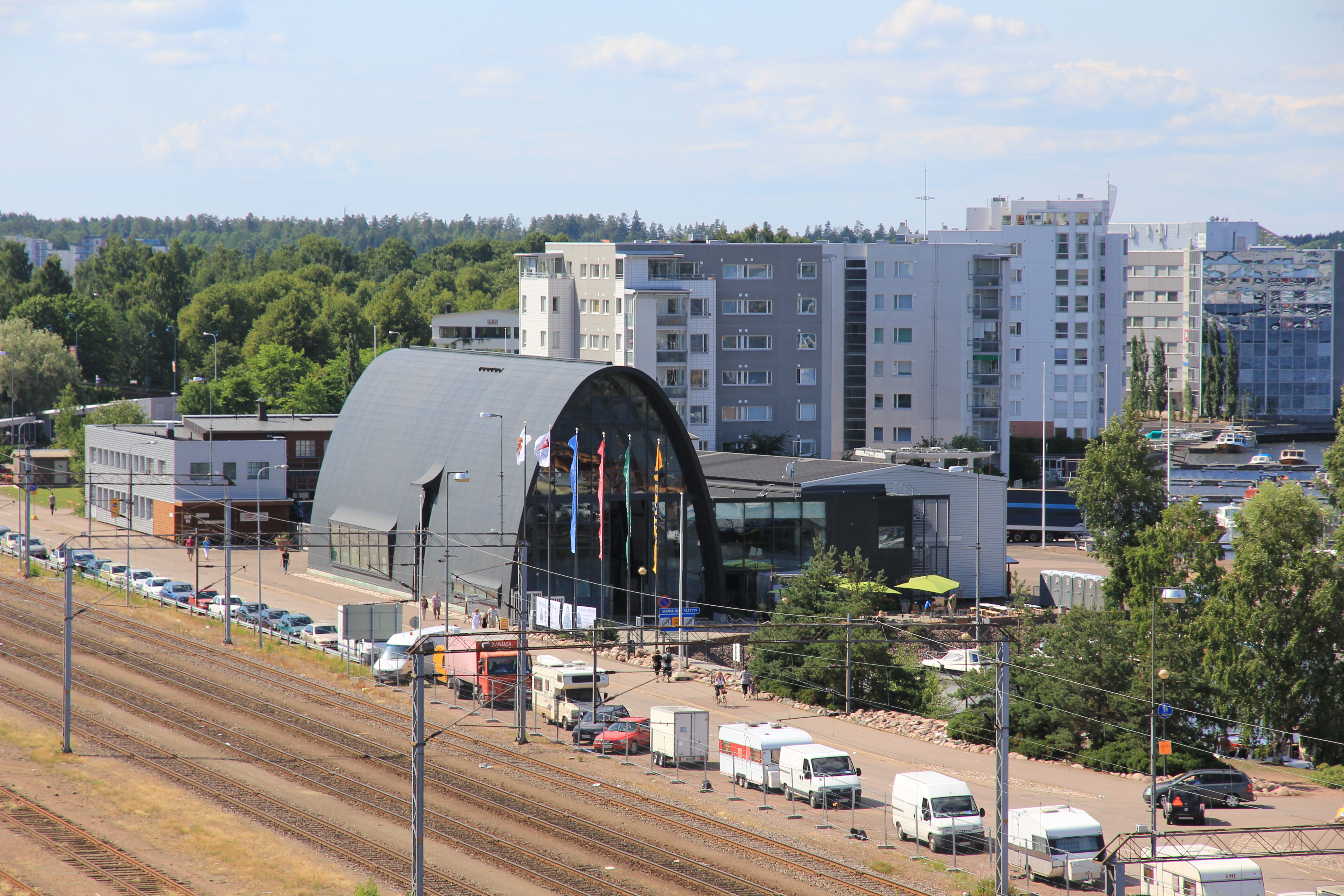
Le centre des bateaux en bois vu du parc.
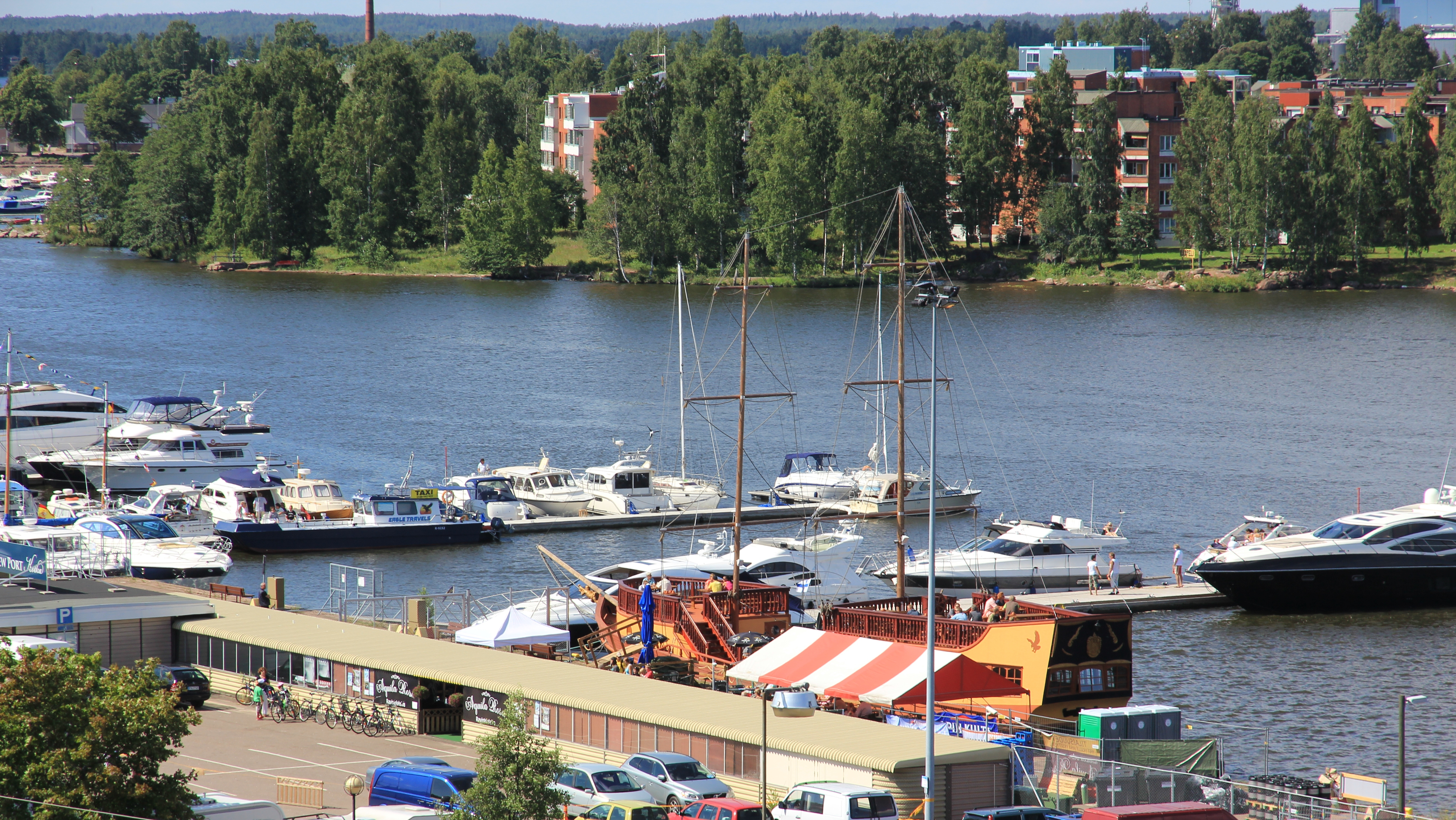
Bateau restaurant Aquila Rosa vu du parc.
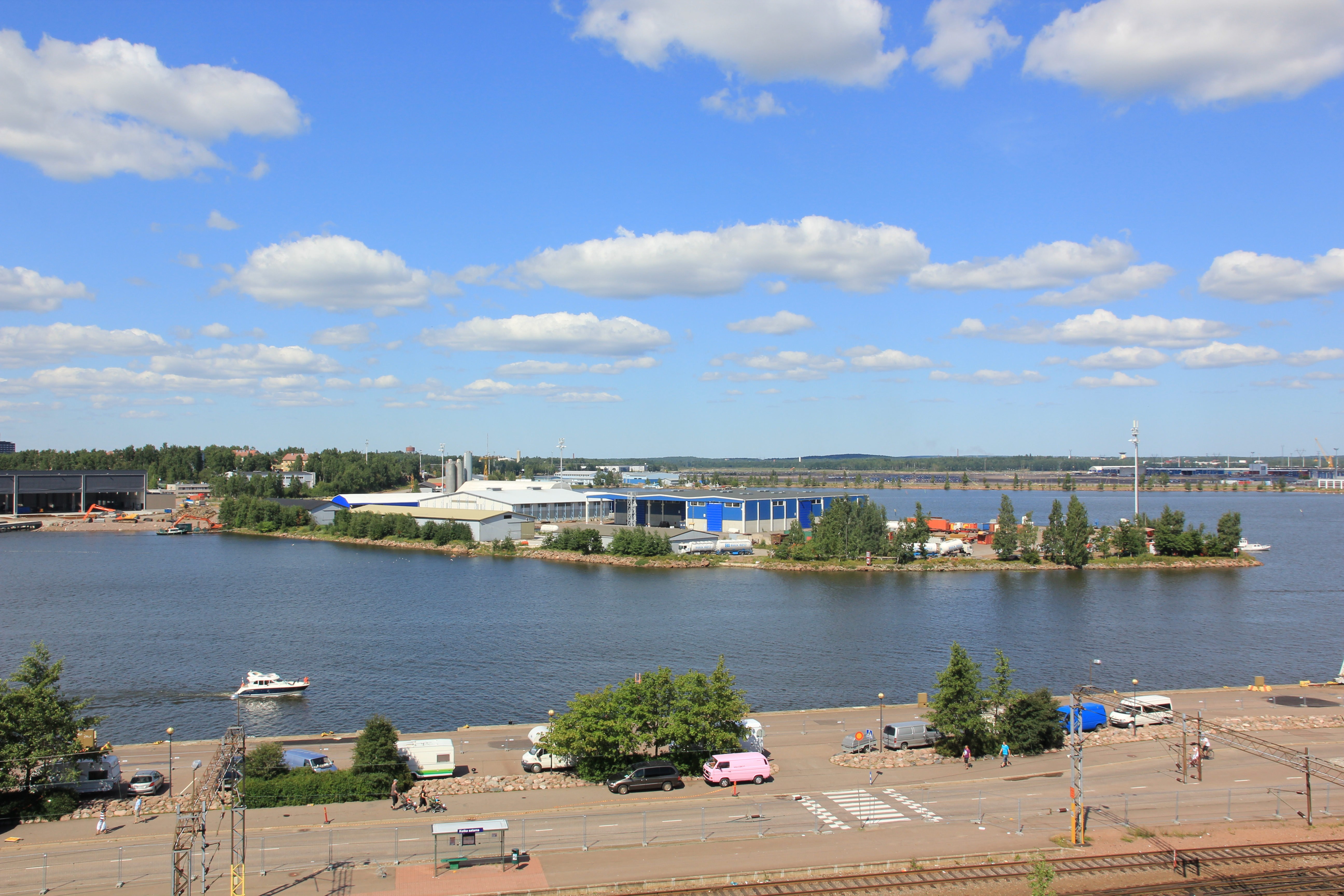
Hovinsaari vu du parc.